# Arroux
Arroux je 132 km dolga reka v srednji Franciji, desni pritok Loare. Izvira na ozemlju Auxois vzhodno od Arnay-le-Duca, od koder teče pretežno proti jugu.

## Geografija
Porečje reke se nahaja v osrčju Burgundije sredi treh najdaljših rek Francije: Loare, katere del je, na zahodu, Rone na vzhodu in Sene na severu. Vzporedno z njo poteka vodni kanal Canal du Centre, ki povezuje reko Loaro (pri Digoinu) z reko Saono (pri Chalon-sur-Saône)

### Pritoki
- Canche (Lacanche -levi),
- Pontin (levi),
- Drée (levi),
- Ternin (desni),
- Selle (Cussy - desni),
- Méchet (desni),
- Mesvrin (levi),
- Bourbince (levi).

### Departmaji in kraji
Reka Arroux teče skozi naslednje departmaje in kraje:
- Côte-d'Or: Arnay-le-Duc,
- Saône-et-Loire: Autun, Toulon-sur-Arroux, Gueugnon.